# جيمي بارنز
جيمي بارنز (بالإنجليزية: Jimmy Barnes) هو كاتب أغاني ومغني وملحن أسترالي، ولد في 28 أبريل 1956 في غلاسكو في المملكة المتحدة.

## وصلات خارجية
- الموقع الرسمي
- جيمي بارنز على موقع ميوزك برينز (الإنجليزية)
- جيمي بارنز على موقع أول ميوزيك (الإنجليزية)
- جيمي بارنز على موقع ديسكوغز (الإنجليزية)